# Piazza San Firenze
Piazza San Firenze è uno spazio urbano del centro storico di Firenze, a cui si può accedere da via de' Gondi, via della Condotta (canto dei Cartolai), via del Proconsolo, via della Vigna Vecchia, via dell'Anguillara, borgo de' Greci, via dei Leoni. Prende il nome da una scomparsa chiesa, dedicata a san Fiorenzo, poi storpiato in san Firenze. 

## Storia

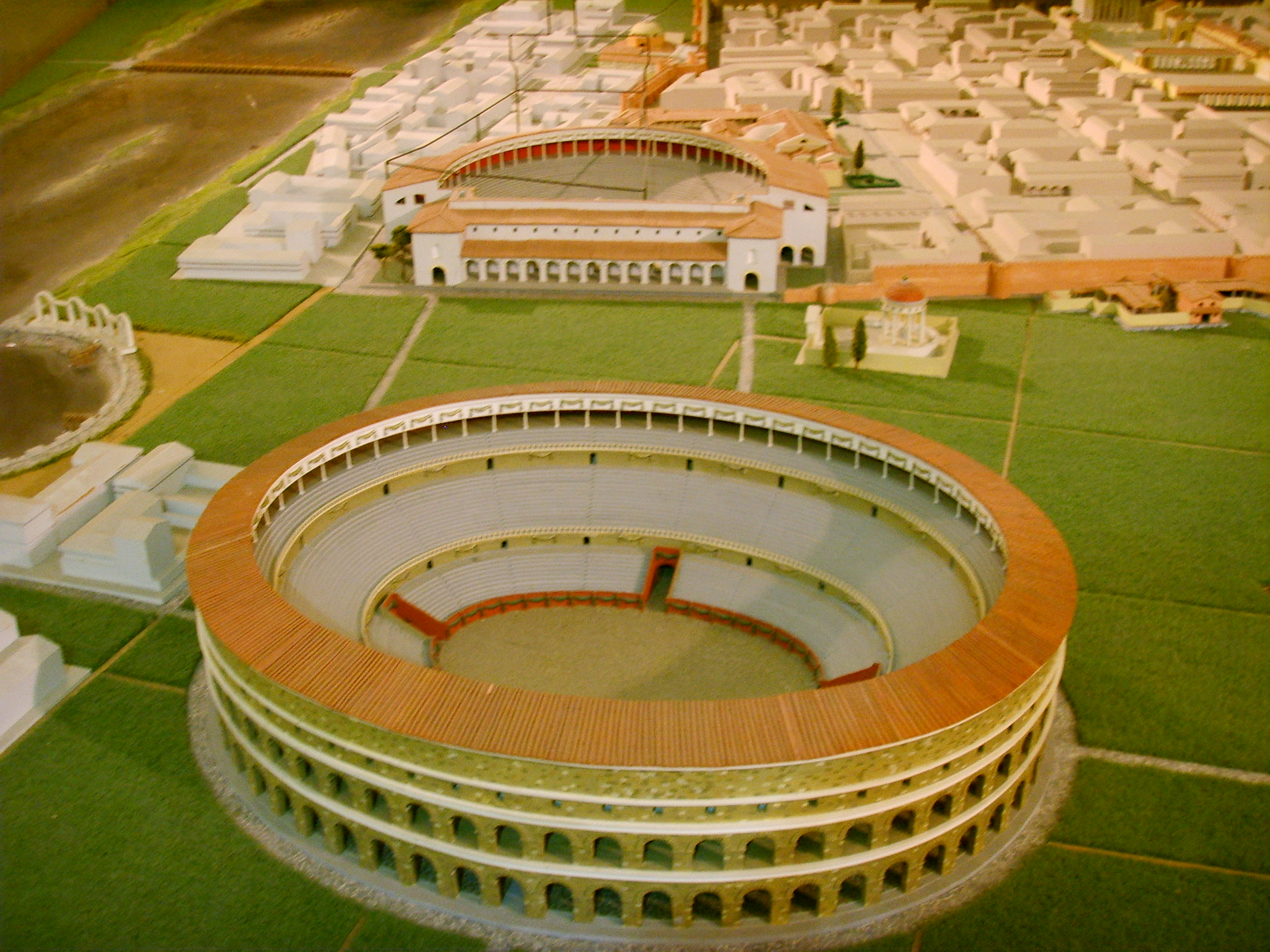
Ricostruzione di Florenta, con lo spazio urbano fra teatro, anfiteatro e tempio di Iside

Al tempo di Florentia romana correvano qui, in direzione nord-sud, le mura cittadine, con una porta all'altezza di via dei Gondi/Borgo dei Greci, quasi adiacente al teatro romano sotto palazzo Vecchio. Da questa direttrice si poteva raggiunrere, fuori dalle mura, il tempio di Iside (i cui resti vennero individuati sotto il complesso di San Firenze) e l'anfiteatro. Al tempo dei Bizantini, verosimilmente nel VI secolo, dovette qui sorgere, poco distante dalle mura, la chiesa di Sant'Apollinare, a cui seguì nel X secolo la vicina abbazia benedettina di Willa di Toscana. La presenza di questi edifici religiosi determinò l'assetto urbano, con uno slargo che venne mantenuto dopo il primo allargamento murario e la conseguenza demolizione della cerchia romana.

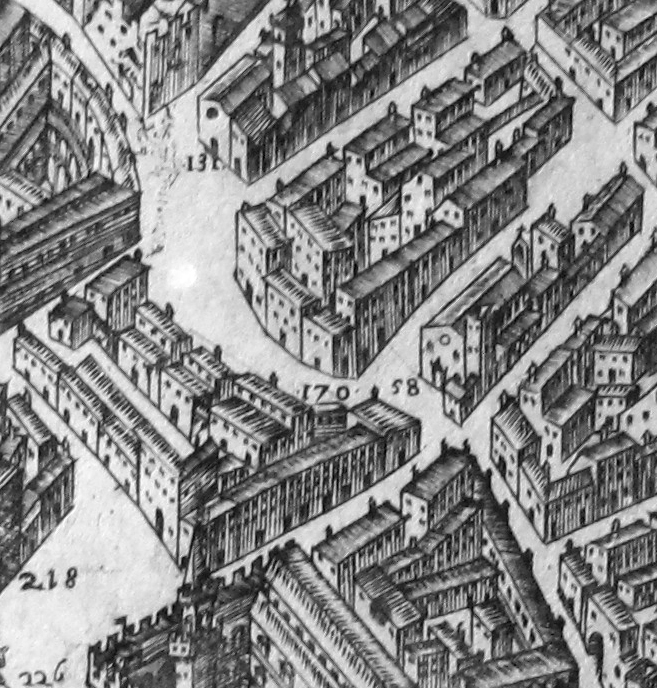
Piazza San Firenze nella mappa del Buonsignori (1584)

La denominazione attuale trae origine dalla presenza in antico, dal lato di borgo de' Greci, di una chiesa intitolata a un non meglio precisato san Fiorenzo martire, milite romano, dalla quale ha preso il nome corrente anche l'intero complesso con il convento dei padri Filippini e la chiesa di San Filippo Neri che domina con la sua mole lo spazio. 
Tra le precedenti denominazioni lo stradario del 1913 segnala: "tra Borgo de' Greci e via dell'Anguillara: via dei Leoni e piazza di S. Firenze; tra via dell'Anguillara, via del Proconsolo e via della Condotta: Piazza di S. Appollinare", in quest'ultimo caso sempre in relazione a una chiesa non più esistente che si trovava appunto tra via dell'Anguillara e via della Vigna Vecchia, dedicata a sant'Apollinare e detta dai fiorentini San Pulinari, ancora apprezzabile nell'incisione di Giuseppe Zocchi del 1744 (e nel relativo dipinto conservato nella collezione dell'Ente Cassa di Risparmio di Firenze) che mostra questa porzione dello slargo in direzione del palazzo del Bargello e di via del Proconsolo. 
Di questa e delle altre antiche presenze reca inoltre memoria la veduta di Firenze realizzata da Stefano Buonsignori nel 1584, che peraltro evidenzia sul lato est dello slargo il nucleo di case in parte dei Magalotti e dei Mancini (separate dalla chiesa di San Fiorenzo da una strada di cui sussiste ancora l'ultimo tratto con il nome di via Borgognona), demolite nel secolo successivo. Nella parte nord della piazza, tra via della Condotta e via del Proconsolo, si trovava poi una serie di botteghe della Badia Fiorentina, tipicamente affittate ai "cartolai", cioè ai fabbricanti di carta e di libri miniati o stampati, ai quali è dedicato il nome del Canto. In uno di questio fondi potrebbe avere avuto la sua bottega Vespasiano da Bisticci.
L'attuale carattere della piazza - già segnato dall'imponente palazzo Gondi di Giuliano da Sangallo - fu infatti conferito tra Seicento e Settecento in ragione del grandioso cantiere volto all'erezione del già citato complesso dei padri Filippini, avviato nel 1645 su un iniziale progetto di Pietro da Cortona, quindi ridimensionato e diretto da Pier Francesco Silvani (1668) e nei decenni successivi seguito tra gli altri da Gioacchino Fortini, Ferdinando Ruggieri, Filippo Ciocchi e infine da Zanobi Del Rosso, che portò a compimento la fabbrica nel 1775. 
Soppressa una prima volta la parrocchia di San Firenze (in San Filippo Neri) nel 1769 il complesso conobbe nel corso dell'Ottocento vari utilizzi, compreso quello di sede del Ministero della Pubblica Istruzione negli anni di Firenze Capitale (con lavori diretti dagli ingegneri Nicola Nasi e Paolo Comotto) e successivamente di Tribunale e sede della Procura Generale (fino al 2012, mentre oggi ospita il Museo Franco Zeffirelli). La piazza fu anche interessata, sempre negli anni di Firenze Capitale, da un progetto di Giuseppe Poggi (poi non attuato) volto alla creazione di un nuovo slargo tra la chiesa di San Firenze e il palazzo del Bargello, legato a un parallelo intervento che avrebbe creato un diverso collegamento questa piazza e quella di Santa Croce tramite l'ampliamento e la rettificazione di via dell'Anguillara. 
Sempre a Giuseppe Poggi sono da ricondurre i lavori di completamente del palazzo Gondi (1870-1874), che modificarono il canto tra la piazza e via de' Gondi, nell'occasione ampliata per consentire un più ampio collegamento verso la piazza della Signoria. 
L'importanza della piazza per i fiorentini e non solo è testimoniata da vari omaggi e citazioni, come la canzone Tra piazza San Firenze e piazza Signoria di Odoardo Spadaro, la menzione nel romanzo Forse che sì forse che no di Gabriele D'Annunzio (1910), o il set di alcune famose scene del film Il ciclone di Leonardo Pieraccioni (1996). 
Lo spazio - anche in ragione del trasferimento del Tribunale e dei relativi uffici giudiziari che fino al 2012 occupavano l'ex convento e vari altri edifici limitrofi - è stato parzialmente pedonalizzato nel 2013 (pur mantenendo il transito di taxi e mezzi pubblici).

## Descrizione
La piazza ha una forma allungata e irregolre, quasi "a mandorla". «Guardandosi attorno, il giro della piazza offre un perfetto panorama architettonico della successione dei vari stili. Dalla duecentesca severa sagoma della torre del Bargello, detta la Volognona, l'occhio passa al gotico slanciato e traforato del campanile di Badia; quindi riposa sull'armonia del rinascimentale palazzo Gondi; incontra la parte posteriore potentemente cinquecentesca, del palazzo Vecchio, per finire nella scenografia del convento di San Firenze». Per la presenza di tali edifici capaci di compendiare parte della storia dell'architettura fiorentina, la piazza è da considerare di eccezionale rilievo storico artistico. 
In piazza San Firenze è presente il consolato del Perù.

### Edifici
| Immagine | N°                    | Nome                                | Descrizione |
| -------- | --------------------- | ----------------------------------- | --- |
|          | Borgo dei Greci 27-29 | Palazzo Columbia Parlamento         | La costruzione, che oggi si presenta all'esterno nelle forme assunte nell'Ottocento, sorge sui resti di antichi edifici tre quattrocenteschi di proprietà dei Peruzzi, in prossimità di quella che era la porta Peruzza della prima cerchia romana. Già attorno alla metà dell'Ottocento il palazzo è ricordato come sede di un elegante albergo, denominato "dello Scudo". Come struttura ricettiva conobbe il suo momento di splendore nel periodo di Firenze Capitale (1865-1871), quando, favorita dalla vicinanza con le sedi del governo, fu individuata come punto di riferimento dai senatori e dai parlamentari della Camera (tanto da assumere la denominazione di Albergo del Parlamento), alcuni dei quali la scelsero come residenza stabile. Sul fronte di borgo dei Greci si trova una lapide dantesca. |
|          | s.n.                  | Palazzo Vecchio                     | Durante il granducato di Ferdinando I de' Medici si completò la parte del palazzo verso via dei Leoni, sulla base di un progetto già delineato da Giorgio Vasari per Cosimo I e per l'occasione rivisto da Bartolomeo Ammannati che diresse i lavori dal 1588 fino alla morte nel 1592, coadiuvato da Bernardo Buontalenti che gli successe alla guida del cantiere fino al 1596. Caratterizzato da un severo bugnato in pietraforte, vi si aprono un solenne portale con stemma e dedica a Cosimo I (che porta al terzo cortile del palazzo), e alcuni portali secondari, legati alle preesistenze medievali e già utilizzati con fondaci. Verso la solida cantonata con via dei Gondi, le finestre sono squadrate e con le medesime cornici di bugnato con giunti convergenti, su cin que ordini e diverse per grandezza in ragione dell'affaccio da un piano principale o da un mezzanino. |
|          | 1-2                   | Palazzo Gondi                       | Il palazzo, tra i più importanti del centro storico fiorentino, nasce dall'incarico conferito nel 1490 a Giuliano da Sangallo dal ricco mercante Giuliano di Lionardo Gondi che, in quest'area, aveva negli anni precedenti acquistato varie case dai Giugni, dagli Asini, dal Tribunale della Mercatanzia e dallo stesso Comune. Dal testamento dello stesso Giuliano redatto nel 1501 si può dedurre come in tale data il nuovo palazzo fosse già abitato, benché non ancora terminato. Alcuni lavori vennero affidati nel 1686 all'architetto Antonio Maria Ferri (1686). Negli anni di Firenze Capitale, al fine di allargare via de' Gondi, vennero espropriate alcune case di proprietà della famiglia e il fianco sinistro del palazzo fu aggiunto su progetto dell'architetto Giuseppe Poggi tra il 1870 e il 1874. Il piano terreno, segnato da una 'panca di via' in pietra, si presenta caratterizzato da ricorsi di bugne a cuscino, con tre portali incorniciati ad arco e piccole finestre quadre. Il primo piano è a bugne piatte e l'ultimo a paramento liscio, ambedue con finestre centinate (in origine spartite a croce guelfa e lunetta soprastante) che ripetono la forma dei portali. All'ultimo piano le finestre sono più alte, in modo da compensare visivamente l'accorciamento prospettico. Il tutto è coronato da un elegante cornicione a mensole di modesto aggetto, sopra il quale è un belvedere a colonne posto in asse con il portone al n. 2. Oltre il portone al n. 1 si accede all'elegante e armonioso cortile rinascimentale. |
|          | 3                     | Casa dei Raffacani                  | Si tratta di edifici unificati al terreno da una finitura a finto bugnato di gusto tardo ottocentesco, ma che nei fronti mostrano volumi sufficientemente diversificati, a suggerirne l'antica storia. Già proprietà della famiglia Raffacani, furono poi dei Sacchetti che li possedettero fino al Seicento, assieme ad altre case e torri presenti lungo la via della Condotta (numeri 14-20 rosso). Una serie di pietrini disposti al terreno documentano tuttavia di un ben più complesso avvicendarsi delle proprietà: sull'accesso all'edificio è un cristogramma, dal lato di via della Condotta, sui tre accessi ad attività commerciali, sono poi, nell'ordine, un pietrino del monastero di San Domenico del Maglio accompagnato dal numero d'ordine 9 in numeri romani, e ancora due testine di cherubino, a identificare possessi già del Capitolo del Duomo. L'edificio è in una invidiabile posizione sulla piazza e ha inoltre il pregio, per la linearità del disegno dei prospetti, di non turbare con la sua presenza il fronte del vicino palazzo Gondi. Restaurato su progetto dell'architetto Marianna Gagliardi attualmente ospita, in parte, una struttura ricettiva. |
|          | 6r-12r                | Botteghe della Badia Fiorentina     | Le botteghe sono parte di un esteso intervento realizzato in quest'area della città dai monaci benedettini della Badia Fiorentina, in stretta relazione con il progressivo espandersi del potente monastero e con la necessità di assicurare alla comunità sicure rendite provenienti dalla locazione dei fondi in una zona ambita per i commerci. Tuttavia, rispetto alla serie di fondi che si affacciano su via del Proconsolo realizzati attorno all'anno 1200, ci troviamo qui davanti agli esiti di lavori intrapresi a partire dal 1266, quando i benedettini ottennero la concessione dal Podestà di costruire anche sulla piazza di Sant'Apollinare, probabilmente a titolo di indennizzo per i terreni di pertinenza del monastero occupati dal cantiere per l'erezione del palazzo del Bargello. Nel 1286, con l'avvio dei lavori che avrebbero portato alla realizzazione della nuova chiesa e dell'ampliamento del monastero su probabile progetto di Arnolfo di Cambio, anche questa fabbrica subì interventi di soprelevazione e ampliamento. Questa ordinata successione di botteghe, in forme che ancora possiamo immaginare molto prossime alle originarie, è descritta nella nota incisione di Giuseppe Zocchi, dove si apprezza la presenza di una tettoia continua e la tipica configurazione del fronte delle botteghe, con i muretti laterali all'accesso utili per l'esposizione delle vetrine. Si apprezza ugualmente la diversa configurazione di questo gruppo di botteghe, segnate da gradi archi in pietra a tutto sesto. Attualmente sull'ampio fronte intonacato sono in luce ampie porzioni di murature in conci di pietra, a testimonianza dell'antica storia del corpo di fabbrica. |
|          | via del Proconsolo    | Badia Fiorentina                    | Antichissima esisteva in questo luogo la chiesa di Santo Stefano detta "del popolo", che è ricordata già nel 960, quando venne venduta da un privato a Willa di Toscana, madre del marchese Ugo II, per costruirvi attorno l'abbazia benedettina detta poi Badia Fiorentina, con data di fondazione al 978. Ugo, divenuto marchese di Toscana, accrebbe ulteriormente e con grande munificenza l'abbazia. Nel 1285 la chiesa subì un radicale rifacimento in stile gotico ad opera di Arnolfo di Cambio, che ne cambiò l'orientamento con l'abside verso via del Proconsolo. Tra il 1310 e il 1330 venne costruito lo slanciato campanile a base esagonale. Nei secoli successivi, l'abbazia benedettina vide alternarsi periodi di decadenza a periodi di rinnovato splendore. Fra il 1627 e il 1631 fu mutato di nuovo l'orientamento dell'altare, ora posto a sud in direzione dell'Arno, con un riordino degli spazi interni su una pianta a croce greca. All'interno sono conservati alcune opere di grandissimo pregio di Filippino Lippi, Mino da Fiesole e Bernardo Rossellino. Un ciclo di affreschi quattrocentesco si trova nel chiostro degli Aranci. |
|          | s.n.                  | Palazzo del Bargello                | Il palazzo si segnala tra i primi edifici civili della città medievale per importanza e grandiosità. La primitiva fabbrica fu eretta a partire dal 1255 a fianco della torre detta la Volognana, quale sede del Capitano del Popolo. Tali lavori, terminati nel 1261, determinarono un grande parallelepipedo con il fronte principale su via del Proconsolo, soprelevato di un piano tra il 1340 e il 1345 da Neri di Fioravante per creare il salone del Consiglio Generale, come attesta anche il diverso tipo di muratura osservabile dall'esterno, il tutto completato da ballatoi in legno a sbalzo. Del 1345-1367 è la scala che ancora oggi segna il cortile. Nel grande edificio così definito, dopo il 1502, si installò il Consiglio di Giustizia o Ruota e, dal 1574, il Capitano di Giustizia (o Bargello, dal quale la denominazione corrente). Nel 1840 il pittore Antonio Marini portò alla luce nell'antica cappella del palazzo preziosi affreschi nei quali fu individuato un ritratto di Dante Alighieri. A seguito del clamore suscitato dal ritrovamento, nel 1857, si iniziò il ripristino dell'intera fabbrica su progetto dell'architetto Francesco Mazzei, con la demolizione delle sovrastrutture che ne avevano alterato profondamente gli interni, in buona parte adibiti a carcere. In particolare si valorizzò il cortile, riaprendo il portico e la loggia che erano stati tamponati, e facendone uno spazio tra i più celebrati al tempo della Firenze medievale. Al termine dei lavori gli ambienti furono ulteriormente arricchiti da decorazioni medioevaleggianti realizzate da Gaetano Bianchi, trattate con "strofinature di patine... in modo che il lavoro fatto ora sembra vecchio di molti secoli". Così restaurato e in parte reinventato secondo il gusto dell'epoca il palazzo venne inaugurato nel 1865 come museo di arti industriali e del Medioevo, ricco di opere qui trasferite dalla galleria degli Uffizi, dalla Zecca, dall'Archivio di Stato, nonché da lasciti, depositi e donazioni private. Ancora oggi, nuovamente restaurato a seguito degli ingenti danni provocati alla struttura e alle opere dall'alluvione del 4 novembre 1966, è sede del Museo nazionale del Bargello. |
|          | 15r-18r               | Casa del monastero di Monte Oliveto | Si tratta di un edificio nato dall'unificazione di più antiche case, ora sviluppato su quattro piani e con le facciate di disegno oltremodo semplificato, comunque prive di elementi di particolare interesse architettonico. Rimangono tuttavia a ricordare antiche storie sia un tabernacolo posto sull'angolata sia, dal lato della piazza, un pietrino a forma di scudo, con le insegne del monastero di Monte Oliveto (un monte a tre cime sul quale è una croce affiancata da due rami d'olivo), a indicare la proprietà di una delle più antiche case che qui insistevano: dopotutto appartenne agli Olivetani anche la chiesa di Sant'Apollinare, di cui queste case dovevano essere un edificio satellite. |
|          | 5                     | Complesso di San Firenze            | Il grande edificio fu costruito a più riprese tra il 1645 e 1772, ricorrendo ai migliori architetti presenti nel Granducato, tra cui Pietro da Cortona, Pier Francesco Silvani e Ferdinando Ruggieri. Domina il complesso lo stemma del benefattore dei Filippini fiorentini, Giuliano Serragli (in copia, l'originale, per ragioni di sicurezza e di conservazione, è in un loggiato del complesso delle Oblate). Opera di Pompilio Ticciati, mostra lo stemma familiare tra due angeli con trombe (allusive della resurrezione dei corpi, ma anche della Fama), che popolarmente erano chiamate le "trombe della Befana". Sul portale della chiesa di San Filippo Neri si trovano le statue della Fede e della Speranza, opere di Gioacchino Fortini (1715); su quello dell'oratorio invece si trovano Orazione e Umiltà rispettivamente di Pompilio Ticciati e Giovanni Nobili (1775 circa) |
|          | 5                     | Museo Zeffirelli                    | Dal 2017 il complesso ospita il Museo Zeffirelli, deciato al regista Franco Zeffirelli (che ne sovrintese personalmente l'allestimento nei suoi ultimi anni di vita) e facente parte della Fondazione Franco Zeffirelli onlus. Nelle 22 sale espositive sono state raccolte in maniera ragionata le opere del regista e scenografo, inerenti alla sua attività nel campo dell’opera lirica, del teatro di prosa e del cinema, per un totale di circa 300 opere, tra bozzetti di scena, disegni, figurini e costumi. |

### Lapidi
Sulla sommità del complesso di San Firenze, sotto il monumentale stemma Serragli, si legge: «IVLIANI SERRAGLI / HERED. EX · T. OR. PRESB.F. / ABSOLVTVM / A. REP. S. MDCCLXXV». Inoltre sui cartigli sui finestroni sopra i portali laterali si legge: «DEO AC DIVO PHILIPPO NERIO» su quellao della chiesa di San Filippo Neri a sinistra; «DEO IN HONOREM DIVI FLORENTII EPȊ.» sulla porta dell'oratorio a destra, dedicato a san Fiorenzo.

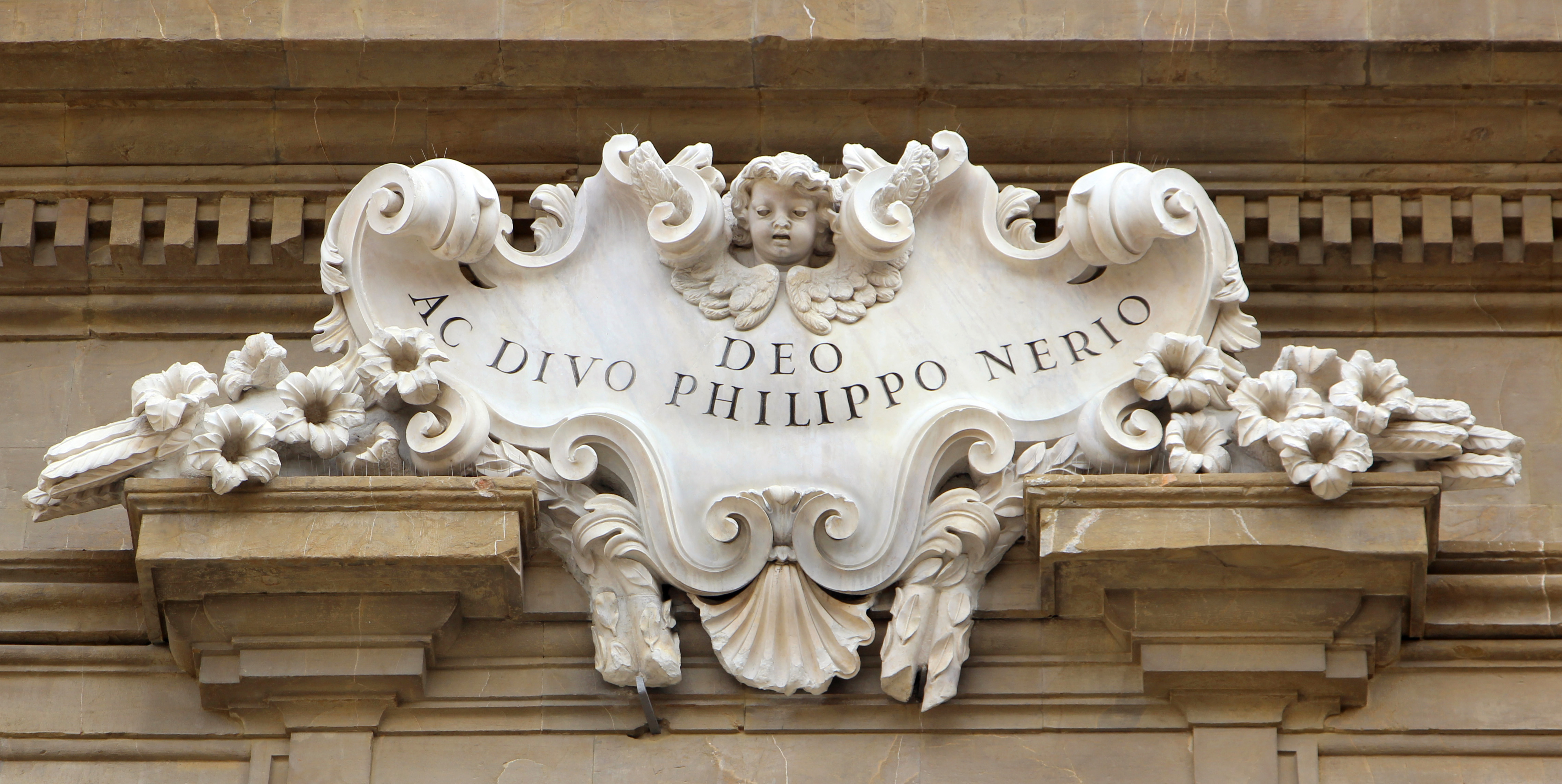
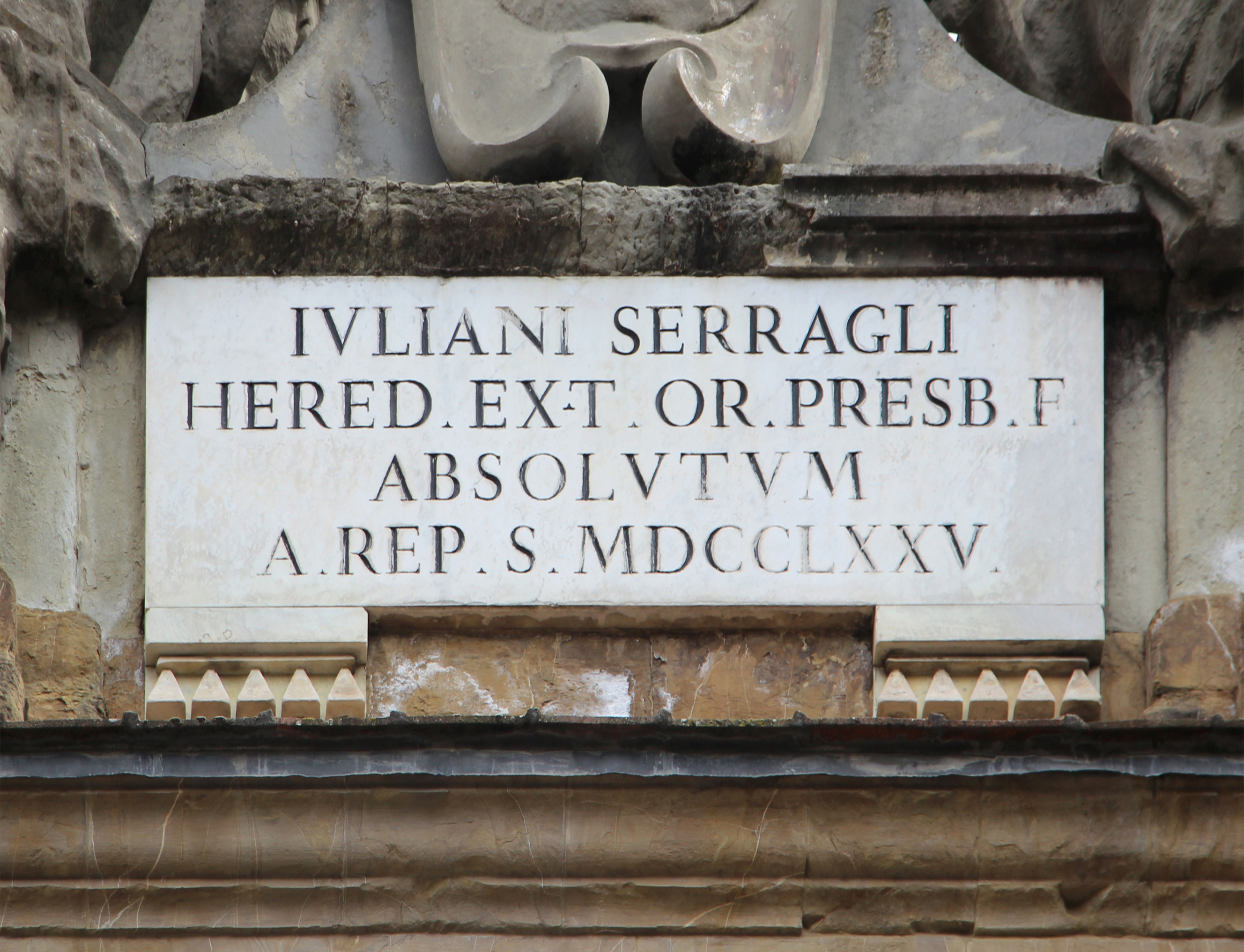
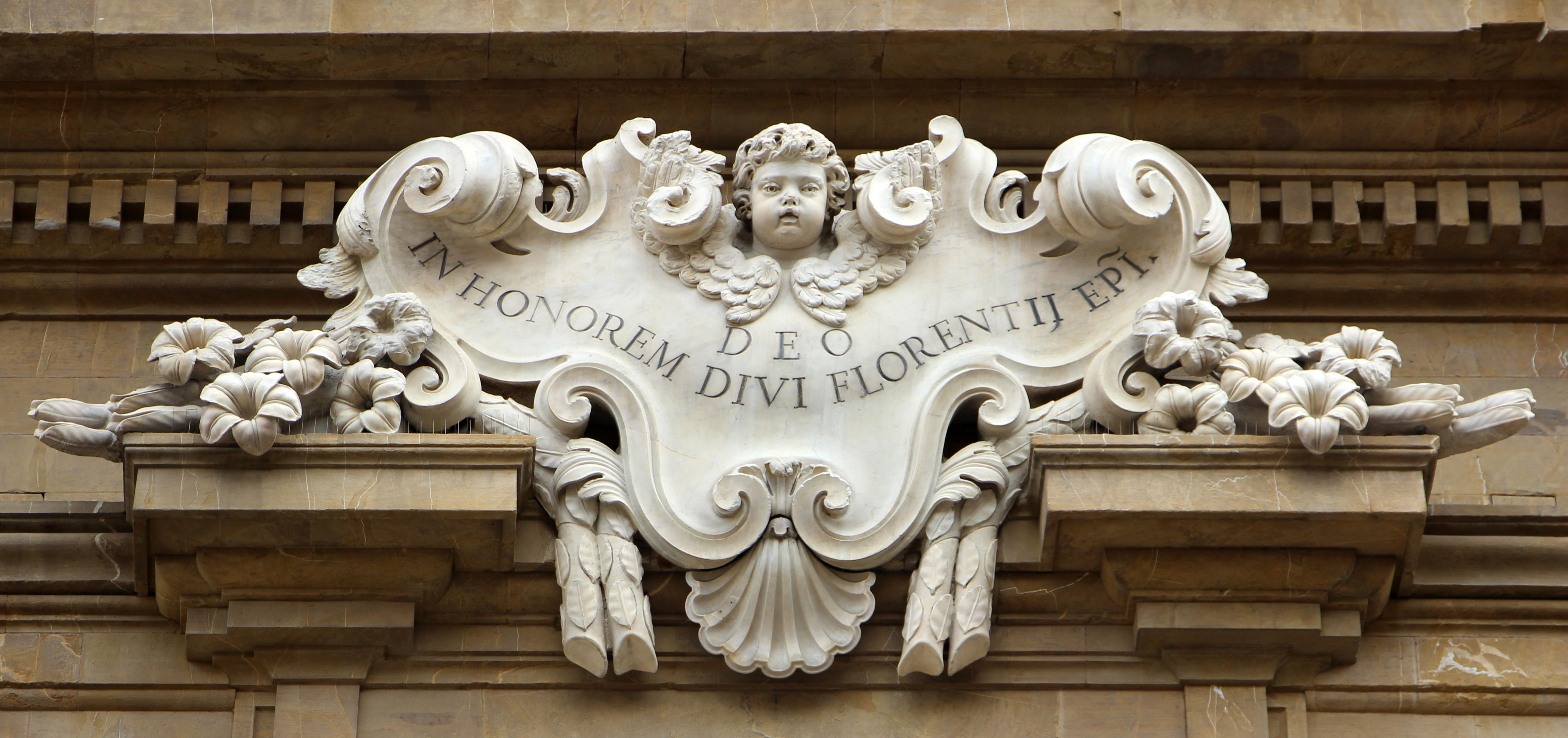

### Tabernacoli

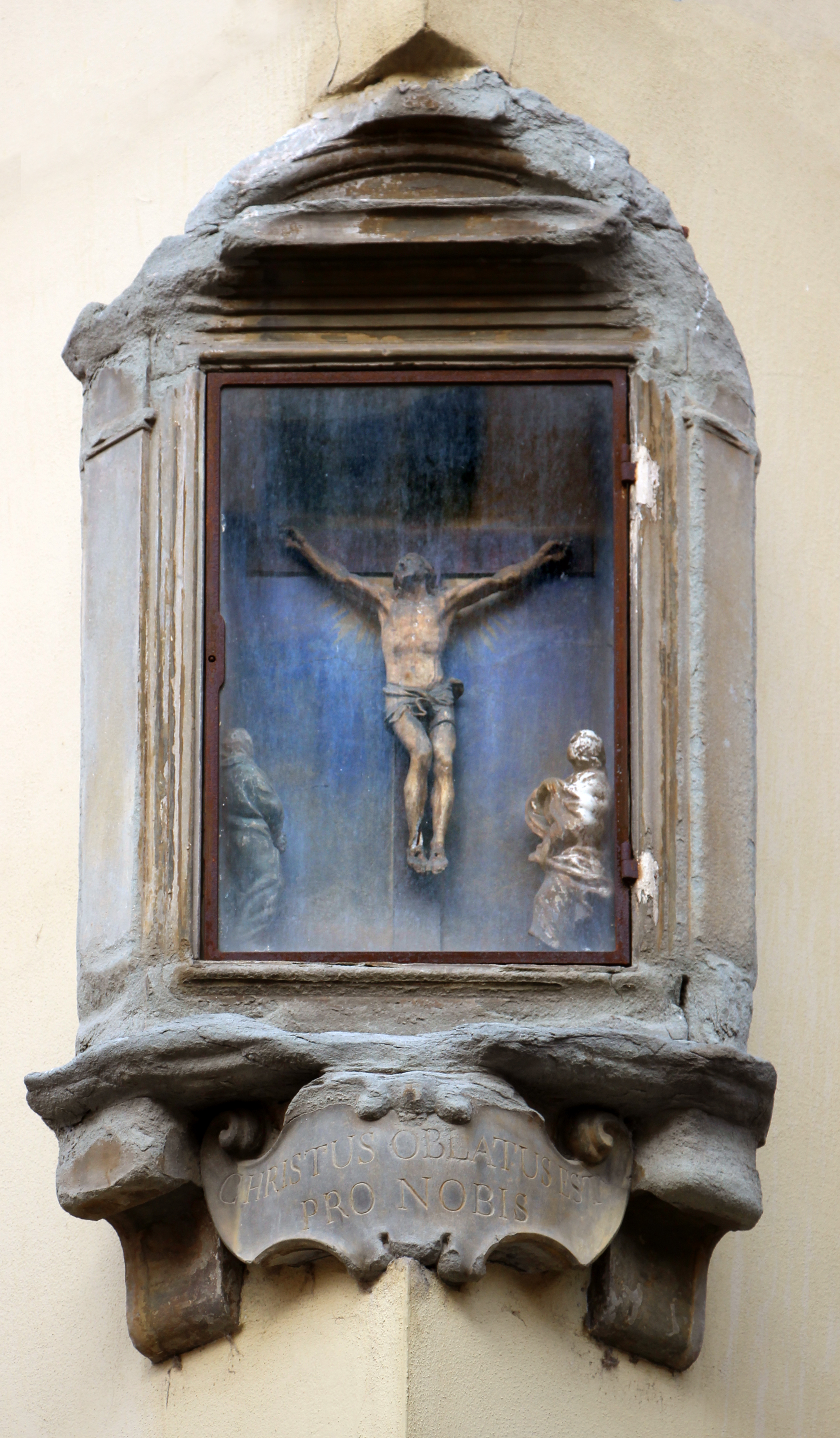
Il tabernacolo del Crocifisso

Sulla cantonata con via dell'Anguillara si trova una piccola ma elegante edicola, con cornice, timpano e mensole in pietra serena che ospita Cristo agonizzante sulla croce ai cui lati sono la Vergine Maria e san Giovanni Evangelista. L'opera, in terracotta policroma in altorilievo su fondo azzurro, è di manifattura fiorentina del XVII secolo, ispirata a un'opera molto riprodotta dell'Algardi, il Crocifisso Pallavicini, copiato anche da scultori fiorentini quali Giovan Battista Foggini e Massimiliano Soldani Benzi. Alla base del tempietto un cartiglio con la seguente iscrizione alquanto corrosa: CRISTUS OBLATUS EST / PRO NOBIS. Il tabernacolo venne posto dai monaci di Monte Oliveto, che possedettero questa casa e la vicina chiesa di Sant'Apollinare, poi soppressa nel 1785 e demolita..